# Anaid Iplicjian
Anaid Iplicjian es una actriz alemana que nació el 24 de octubre de 1935 en Berlín (Alemania), aunque su familia es originaria de Armenia. Después de estudiar en la Academia Mozarteum de Salzburgo fue miembro de las compañías de Graz (Austria), de Wiesbaden, del Teatro Estatal de Hannover y del Burgtheater de Viena. En 1957 presentó la  II edición del Festival de la Canción de Eurovisión. Desde 1970 es una actriz freelance, trabajando en Fráncfort del Meno, Hamburgo, Berlín, Múnich y  Viena. También aparece muchas veces en la televisión alemana y austriaca.

## Filmografía
- Derrick - Temporada 02, Episodio 06: "Paddenberg" (1975)
- Derrick - Temporada 07, Episodio 10: "Eine unheimlich Starke Persönlichkeit" (1980)
- Derrick - Temporada 11, Episodio 01: "Das Mädchen in Jeans" (1984)